# 운디네

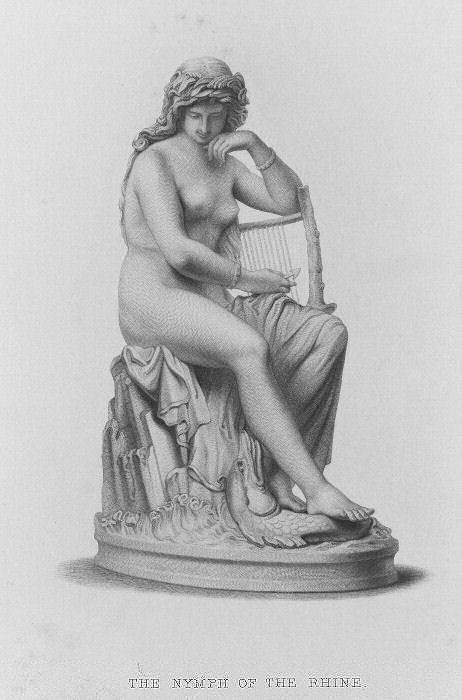

운디네(Undine)는 4대 원소 (4대 정령) 중 물을 관장하는 정령이다.
또한 물로 시간의 흐름을 조종하기도 한다.

## 같이 보기
- 소행성
  - 92 운디나(92 Undina)
- 신화적 존재
  - 4대 정령
  - 루살카(Rusalka) - 슬라브 신화에서의 물의 정령(님프)
  - 멜리진(Melusine) - 유럽민속에 나오는 물의 여자 영혼(feminine spirit)
  - 모르겐 (전설의 생물) (Morgen) - 웨일스, 브르타뉴에서 믿어졌던 물의 정령
  - 보댜노이
  - 세이렌